# Adolf Scharfschwerdt
Adolf Scharfschwerdt (* 29. Oktober 1874 in Bremen; † 1960 in Wechold) war ein deutscher Maler und Zeichner.
Zusätzlich zu einer Ausbildung im Betrieb seines Vaters besuchte er die Schule für angehende Künstler und Handwerker in Bremen, später das Gewerbemuseum (Vorgänger des Focke Museums). Zu seinen Lehrern dort gehörte August Töpfer. Nach der Ausbildung besuchte noch er die Kunstgewerbeschule München und unternahm eine Studienreise nach Italien. In Bremen eröffnete er danach ein eigenes Malergeschäft, widmete sich später aber vorwiegend der Lehrlingsausbildung. 1935 wurde er als Professor an die Nordische Kunsthochschule berufen.
Nach 1945 lebte er in Wechold. Im Jahr 1952 wird er als Ehrenmeister der Malerinnung in Bremen genannt.